# شب‌زی آندی
شب‌زی آندی (نام علمی: Nyctibius maculosus) گونه‌ای از پرندگان خانواده شب‌زیان است که در بولیوی، کلمبیا، اکوادور، پرو و ونزوئلا یافت می‌شود.